# رومستال
رومستال (انگلیسی: Romstal) شرکت آب رومانیایی است، که در سال ۱۹۹۴ تأسیس شد.